# Zoran Milanović
Zoran Milanović (AFI: [zǒran milǎːnoʋitɕ] · ; Zagabria, 30 ottobre 1966) è un politico croato, presidente della Croazia dal 19 febbraio 2020.
In precedenza era stato presidente del Partito Socialdemocratico di Croazia e anche Primo ministro della Croazia dal 2011 al 2016.

## Biografia
Suo padre, Stipe Milanović (1938–2019), era un economista e sua madre, Đurđica (nata Matasić) Milanović, era un'insegnante di inglese e tedesco.
Suo padre fu un membro della Lega dei Comunisti di Jugoslavia (SDK) e Zoran fu battezzato in segreto dalla nonna materna, Marija Matasić, alla chiesa dei Santi Pietro e Paolo di Zagabria, con nome battesimale "Marijan". Crebbe nel quartiere di Knežija e dopo il 1970 a Trnje. Aveva un fratello, Krešimir, morto nel 2019.
Ne 1981 iniziò a frequentare il Centro manageriale e giudiziario.
Milanović nel 1985 si iscrisse all'università di Zagabria, che lasciò per il servizio militare, per ritornare nel 1986 e laurearsi in Giurisprudenza.
Milanović si sposò nel 1994 con Sanja Musić, dalla quale ebbe due figli, Ante Jakov e Marko.
Oltre al croato, parla anche inglese, russo e francese.

## Carriera politica

### Attività dal 1999 al 2011
Nel 1999, si iscrisse al Partito Socialdemocratico (SDP) e dopo la vittoria di SDP nelle elezioni del 2000, gli fu data la responsabilità dei contatti con la NATO e tre anni dopo divenne assistente del ministro degli esteri Tonino Picula per poi lasciare l'incarico dopo la sconfitta elettorale di SDP nel 2003.
Al congresso straordinario di SDP, il 2 giugno 2007, il presidente storico del partito Ivica Račan, diede le sue dimissioni annunciando nuove elezioni primarie. Milanović si candidò pur essendo considerato un "outsider", a causa della sua breve carriera nel partito, correndo contro Željka Antunović (favorita in quanto presidente facente funzioni), Milan Bandić e Tonino Picula.  Nel primo turno ottenne 592 voti, scavalcando Željka Antunović. Nel secondo turno, ha affrontato Antunović e di nuovo ha vinto con un ampio margine, divenendo presidente del partito.
Milanović ha suscitato grande scalpore sui giornali quando ha affermato che Josip Broz Tito era stato un politico più positivo e in generale migliore di Franjo Tuđman.
Alle elezioni parlamentari del 2007 SDP ottiene 56 seggi (31,5% dei voti), dietro di soli 10 deputati dai conservatori di HDZ, che formarono la maggioranza guidata dal premier Ivo Sanader.
Nel 2011 SDP si unì ad altri tre partiti di sinistra creando la coalizione Kukuriku con Milanović leader. Kukuriku ha vinto le elezioni parlamentari nello stesso anno con una maggioranza assoluta di 81 seggi.

### Primo ministro
Milanović è stato eletto Primo ministro dal Parlamento croato, dopo aver assunto l'incarico il 23 dicembre 2011.
Dopo le elezioni del 2015 il SDP – che aveva partecipato alle consultazioni nella coalizione di centrosinistra Croazia in Crescita – è passato all'opposizione nel gennaio 2016.
Alle successive elezioni del 2016 i socialdemocratici, presenti all'interno dell'alleanza Coalizione Popolare, risultano essere il secondo partito e restano all'opposizione del nuovo Governo Plenković I di centrodestra (HDZ-Most-HNS).

### Presidente della Croazia
Nel 2019 si è candidato alle elezioni presidenziali in Croazia del 2019-20. Al primo turno svoltosi il 22 dicembre ha ottenuto il 29,6% dei voti, precedendo Kolinda Grabar-Kitarović (candidata del partito di maggioranza di centrodestra) arrivata seconda con il 26,7% dei voti.
Ha vinto il secondo turno conquistando il 52,6% dei voti, venendo eletto presidente per il centrosinistra unito.
Viene riconfermato alle elezioni del 2024-25, supportato dalla medesima coalizione, con ben il 74,68% dei voti, dopo aver mancato di pochissimo la vittoria già al primo turno.

## Onorificenze

### Onorificenze croate
Nella sua funzione di Presidente della Croazia dal 18 febbraio 2020 è: